# Zawodzie (Jeleniec)
Zawodzie – kolonia wsi Jeleniec w Polsce, położona w województwie lubelskim, w powiecie łukowskim, w gminie Stanin.
W latach 1975–1998 kolonia należała administracyjnie do województwa siedleckiego.
Obok kolonii przepływa Bystrzyca, niewielka rzeka w dorzeczu Wisły.